# 陆江
陆江（1938年4月—），男，汉族，黑龙江人，中华人民共和国政治人物，曾任中华人民共和国物资部副部长、国内贸易部副部长，第九、十届全国政协委员。